# 高根沢威夫
高根沢 威夫（たかねざわ いつお、1951年8月5日 - ）は、日本の元陸上競技男子棒高跳選手。栃木県出身。日本体育大学卒業。

## 来歴
日本体育大学時代に器械体操部から陸上競技に転向し、棒高跳選手となる。1970年代に日本の棒高跳の第一人者として活躍した。日本陸上競技選手権大会では1975年と1976年に連覇を達成した。代表として出場した1976年モントリオールオリンピックでは決勝まで進出し、この大会不振だった日本陸上競技チームの中で8位（記録：5m40cm）と健闘した。
引退後は日本陸連のコーチ・強化委員を歴任。また1990年代まではマスターズ陸上競技大会に出場しており、40 - 44歳の部で記録した4m60cm（1993年5月30日）と45 - 49歳の部で記録した4m40cm（1996年9月15日）はそれぞれの年齢における日本記録であった。
陸上界を退いてからは、東京都八王子市でラーメン店を経営している。

## 主な成績
- 日本陸上競技選手権大会棒高跳優勝（1975年、1976年）
- モントリオールオリンピック棒高跳 8位

## エピソード
- 学生時代は目立たない選手で、マネージャー見習いを務めたりしたが、社会人の本田技研工業（ホンダ）に入ってから急速に記録を伸ばし、オリンピック代表に選出された。ホンダの役員に代表選出の挨拶に訪れた際、「君は学生時代は、あまり有名でなかったのに、どうしてオリンピック選手になれたのかね｣という質問に対し、「練習場所は、その気になればできる。恵まれた条件のグランドへ行くかわりに、工場の空き地を利用した。跳び方の練習も、短期間で効果が上がるように工夫をこらした。それが結果的に良かった｣と答えたという（出典：西田通弘『隗より始めよ』（1983年、かんき出版、のちPHP文庫に収録））。
- 現役時代、故障の際等に鍼灸師小林尚寿の治療を受けていた。のちに、足を故障したマラソンの瀬古利彦が高根沢を介してこの鍼灸師を紹介され、その治療によって競技に復帰することができた。
- 公式のベスト記録は1976年に跳んだ5m42だが、その半年前海外の競技会のエキシビションで5m52を跳んでいる。

## 著作
- ビデオ『ATHLETICS FUNDAMENTALS　Vol.10 　POLE VAULT 　棒高跳』（Bill Dellinger(原盤監修)、高根沢威夫(日本版指導)、オーディオビジュアルネットワーク）